# Liste der ecuadorianischen Botschafter in Osttimor

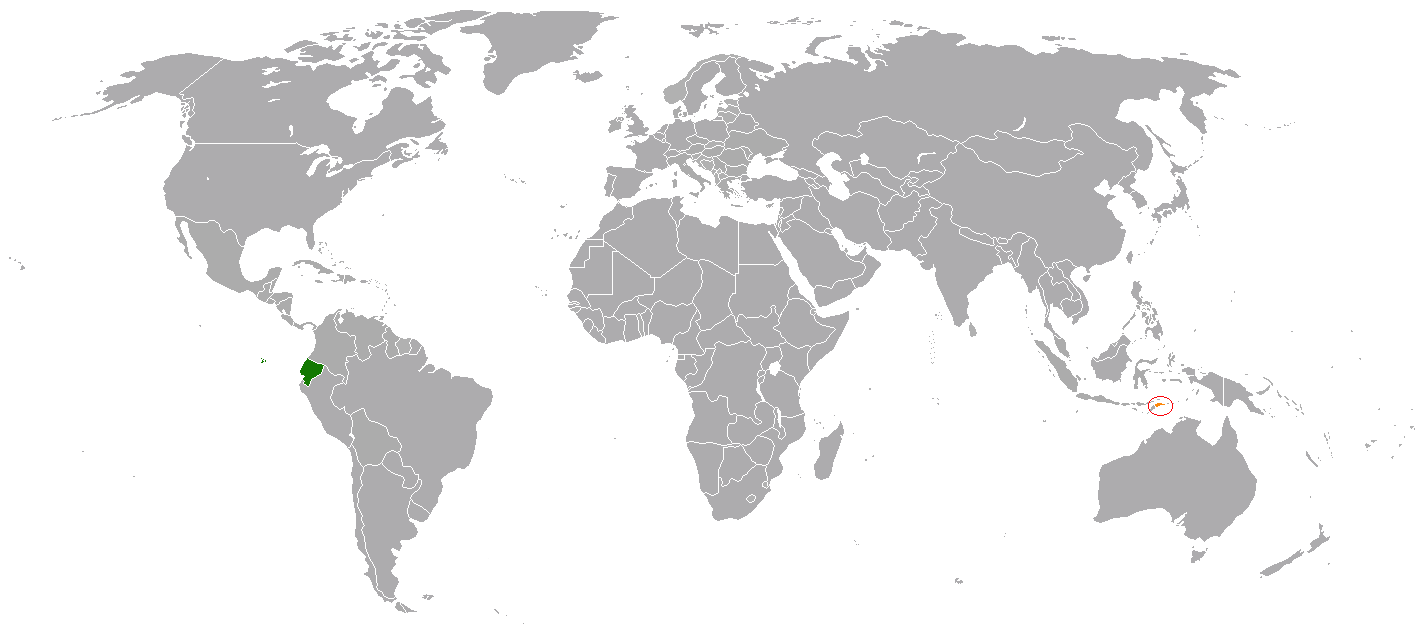
Ecuador (grün) und Osttimor (orange)

Diese Liste führt die ecuadorianischen Botschafter in Osttimor auf.

## Hintergrund
Ecuador hat keine eine Botschaft in Osttimor. Zuständig ist die ecuadorianische Botschaft in Jakarta (Indonesien).

## Liste
| Name                          | Amtszeit  | Anmerkungen                      |         |
| Ecuador                       | Ecuador   | Ecuador                          | Ecuador |
| ----------------------------- | --------- | -------------------------------- | ------- |
| Rodrigo Riofrio Machuca       | 2015– ?   | Akkreditierung: 17. Februar 2015 |         |
| ?                             |           |                                  |         |
| Santiago Javier Chávez Pareja | seit 2023 | Akkreditierung: 1. Februar 2023  |         |